# Comusia monochroma
Comusia monochroma là một loài bọ cánh cứng trong họ Cerambycidae.